# Skäggig örtblomfluga
Skäggig örtblomfluga (Cheilosia barbata) är en tvåvingeart som beskrevs av Friedrich Hermann Loew 1857. Skäggig örtblomfluga ingår i släktet örtblomflugor, och familjen blomflugor. Enligt den finländska rödlistan är arten otillräckligt studerad i Finland. Arten har ej påträffats i Sverige. Artens livsmiljö är skogar. Inga underarter finns listade i Catalogue of Life.